# Geldersheim
Geldersheim é um município da Alemanha, situado no distrito de Schweinfurt, no estado da Baviera. Tem 15,33 km² de área, e sua população em 2019 foi estimada em 2.908 habitantes.